# Camellia melliana
Camellia melliana är en tvåhjärtbladig växtart som beskrevs av Hand.-mazz. Camellia melliana ingår i släktet Camellia och familjen Theaceae. Inga underarter finns listade i Catalogue of Life.